# Phora truncata
Phora truncata är en tvåvingeart som beskrevs av Brown 2000. Phora truncata ingår i släktet Phora och familjen puckelflugor.
Artens utbredningsområde är Costa Rica. Inga underarter finns listade i Catalogue of Life.